# مسئله همدلی دوگانه

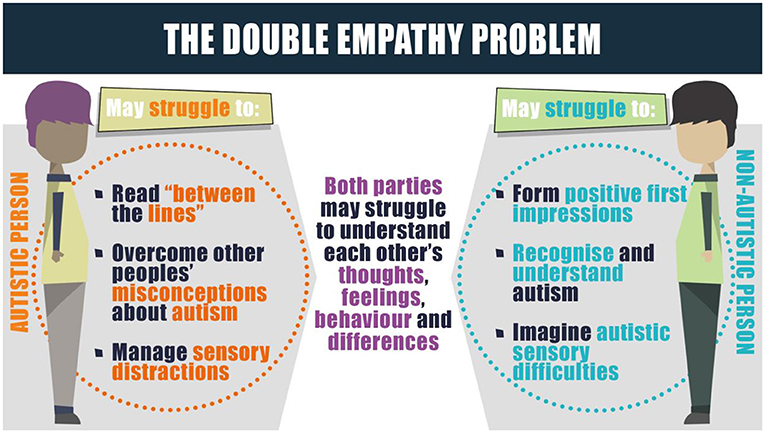
تصویری که مسئله همدلی دوگانه را نشان می‌دهد

مسئله همدلی دوگانه (به انگلیسی:double empathy problem) یک نظریه روانشناختی است که در سال ۲۰۱۲ میلادی توسط محققی در حوزه اوتیسم با نام دامیان میلتون ابداع شد. این مسئله پیشنهاد می‌کند که مشکلات اجتماعی و ارتباطی موجود در افراد اوتیستیک هنگام معاشرت با افراد غیر اوتیستیک در واقع به دلیل عدم درک متقابل از هر دو طرف است. بر اساس این دیدگاه، تفاوت‌های دوسویه در سبک ارتباطی، ویژگی‌های اجتماعی-شناختی و تجربیات بین افراد اوتیستیک و افراد غیر اوتیستیک، لزوماً کمبودی ذاتی نیست، زیرا اغلب افراد اوتیستیک می‌توانند به خوبی با اکثر افراد اوتیستیک ارتباط اجتماعی برقرار کنند، ارتباط داشته باشند، و همدلی کنند. این مسئله اساساً این تصور رایج که مهارت‌های اجتماعی افراد اوتیستیک ذاتاً نوعی اختلال است را به چالش می‌کشد. این مسئله همچنین نظریه ارائه شده توسط سیمون بارون کوهن را به چالش می‌کشد. این باور که همدلی و نظریه ذهن (ToM) عموماً در اوتیسم دچار اختلال می‌شوند از نظر تجربی با تکرارهای ناموفق و یافته‌های مختلط مورد تردید است. سایمون بارون کوهن در پادکستی در دسامبر ۲۰۲۰ میلادی و بعداً در مقاله‌ای در ماه مه ۲۰۲۲ نظریه همدلی دوگانه و یافته‌های اخیری را که از آن حمایت می‌کند را مثبت تشخیص داد. از سال ۲۰۱۵ میلادی، تعداد فزاینده ای از مطالعات تحقیقاتی، از جمله مطالعات تجربی، تحقیقات کیفی، و مطالعات تعامل اجتماعی واقعی در حمایت از این نظریه وجود داشته‌است و نوعی سازگاری در یافته‌ها دیده می‌شود.

## دیدگاه افراد اوتیستیک
بسیاری از فعالان اوتیستیک از مفهوم همدلی دوگانه حمایت کرده‌اند، و استدلال کرده‌اند که مطالعات قبلی در مورد نظریه ذهن در اوتیسم به انگ زدن به افراد اوتیستیک کمک کرده‌است. همچنین به باور این فعالان، مطالعات قبلی سوء تفاهم‌های و تنش‌های بین افراد نوروتیپکال و اوتیستیک را تنها به گردن افراد اوتیستیک می‌اندازد و با به تصویر کشیدن آنها به عنوان افراد غیر همدل، نوعی تبعیض و انسان‌زدایی را ترویج می‌کند.
دامیان میلتون این باور را که افراد مبتلا به اوتیسم فاقد نظریه ذهن هستند را به عنوان یک افسانه مشابه با نظریه رد شده و غیر علمی وجود رابطه بین اوتیسم و واکسن‌ها می‌داند.